# Heroidae
Heroidae zijn een familie van weekdieren uit de klasse van de Gastropoda (slakken).

## Geslacht
- Hero Alder & Hancock, 1855
  - = Cloelia Lovén, 1841